# ریچارد جونز (بازیکن فوتبال، زاده ۱۸۷۵)
ریچارد جونز (انگلیسی: Richard Jones؛ زادهٔ ۱۸۷۵) بازیکن فوتبال اهل ولز است.
از باشگاه‌هایی که در آن بازی کرده‌است می‌توان به باشگاه فوتبال لستر سیتی اشاره کرد.
وی همچنین در تیم ملی فوتبال ولز بازی کرده‌است.